# Консольный компьютер
Консо́льный компью́тер (англ. Frontend computer — Управляющий компьютер, Устройство управления) — компьютер, выполняющий подготовительные действия, необходимые для запуска основной компьютерной системы. Такие функции могут выноситься на отдельную машину при создании «больших» распределённых или неоднородных вычислительных систем — например суперкомпьютеров.
С консольного компьютера, как правило, выполняется мониторинг состояния элементов и узлов главной компьютерной системы, на нём же хранится конфигурационная информация и служебные утилиты, применяемые для обслуживания и настройки основного компьютера.
В компьютерах DEC PDP-10 линии KL в этом качестве использовались PDP-11/40, которые командовали запуском системы и контролировали её работу, в PDP-10 линии KS использовалась специализированная система на основе i8080, загружавшая при старте системы микрокод центрального процессора. ЕС-1140, машина семейства ЕС ЭВМ, использовала ЕС-1840.